# Bracon nigratus
Bracon nigratus är en stekelart som först beskrevs av Wesmael 1838.  Bracon nigratus ingår i släktet Bracon och familjen bracksteklar. Arten är reproducerande i Sverige. Inga underarter finns listade.